# Laphria grossa
Laphria grossa là một loài ruồi trong họ Asilidae. Laphria grossa được Fabricius miêu tả năm 1775.